# Eleanor Brandon
Eleanor Brandon, född 1519, död 27 september 1547, var en engelsk adelskvinna och tronarvinge, dotter till Maria Tudor (drottning av Frankrike) och Charles Brandon, 1:e hertig av Suffolk. 

## Biografi
Eleanor Brandon var i egenskap av Henrik VIII:s systerdotter eftertraktad på äktenskapsmarknaden och blev 1533 trolovad med Henry Clifford, 2:e earl av Cumberland. Vigseln skedde 1535 i närvaro av Henrik VIII. Hennes liv är ganska okänt. Hon representerade kungahuset vid begravningen av Katarina av Aragonien år 1536.
I successionsförordningen av år 1544 hade hon plats nummer åtta i tronföljden, efter Henrik VIII:s legitima barn och hennes äldre syster och dennas barn. Vid sin morbrors död 1547 fick hon plats nummer sju i Henrik VIII:s testamente. Hon avled dock senare samma år. Hon hade en dotter, Margaret Clifford, som blev mor till Anne Stanley.